# Acrotona reclusa
Acrotona reclusa är en skalbaggsart som först beskrevs av Thomas Casey 1910.  Acrotona reclusa ingår i släktet Acrotona och familjen kortvingar. Inga underarter finns listade i Catalogue of Life.